# Ignacio Rambla Algarín
Ignacio Rambla Algarín   (Jerez de la Frontera, 2 de gener de 1964) és un genet andalús, ja retirat, guanyador d'una medalla de plata en la modalitat de doma clàssica als Jocs Olímpics d'estiu del 2004.
Va participar, als 32 anys, en els Jocs Olímpics d'Estiu de 1996 realitzats a Atlanta (Estats Units), on finalitzà setè en la prova per equips, guanyant així un diploma olímpic, i onzè en la prova individual de doma. Absent dels Jocs Olímpics d'estiu de 2000 realitzats a Sydney (Austràlia) en els Jocs Olímpics d'Estiu de 2004 realitzats a Atenes (Grècia) aconseguí guanyar la medalla de plata en la prova per equips al costat de Beatriu Ferrer-Salat, Juan Antonio Jiménez i Rafael Soto, així com quaranta-unè en la prova individual.
En els Jocs Eqüestres Mundials de 2005 aconseguí guanyar la medalla de bronze en la prova per equips. Al Campionat d'Europa de doma guanyà dues medalles, de plata 2003 i de bronze el 2005.
Ha treballat a la Reial Escola Andalusa de l'Art Eqüestre, on entre el 1996 i el 2002 en fou el director tècnic i des del 2002 s'encarrega de l'àrea de competicions esportives.